# Sampsonievski-kathedraal
De Kathedraal van de Heilige Sampson (Russisch: Сампсониевский собор) is een Russisch-orthodoxe kathedraal in de Russische stad Sint-Petersburg. De kathedraal is een van de oudste kerken in Sint-Petersburg.

## Geschiedenis
Op de feestdag van de heilige Sampson versloeg Peter de Grote Karel XII van Zweden tijdens de Slag bij Poltava. De geschiedenis van de kathedraal vindt haar oorsprong in de opdracht van Peter de Grote om een houten kerk te bouwen ter nagedachtenis aan deze overwinning. Deze overwinning leidde tot de bouw van een houten kerk in 1709. De huidige kerk van steen werd in de jaren 1728-1740 gebouwd en gewijd op 19 augustus. Een van de eerste begraafplaatsen van de stad werd bij deze kerk gevestigd waar veel prominente burgers een laatste rustplaats zouden vinden. Oorspronkelijk had de kerk slechts één koepel, maar in 1761 kreeg de kerk vijf koepels.
In het kader van de vieringen van het 200-jarige jubileum van de overwinning werd de kerk in 1909 gerenoveerd. Een kapel in de stijl van Bartolomeo Rastrelli werd opgericht en een inscriptie van de toespraak van Peter de Grote aan de troepen werd in de muur aangebracht.In dezelfde periode werd de kerk tot kathedraal verheven.

## Sovjetperiode
Na de revolutie bleef de kerk geopend tot 1939. Het gebouw werd na sluiting in gebruik genomen als warenhuis. In de jaren 70 werd het voormalige kerkgebouw gerestaureerd en heropend als een met de Izaäkkathedraal verbonden museum voor religieuze kunst.

## De kathedraal nu
Alhoewel het gebouw (nog steeds) in handen is van de overheid, worden er weer dagelijks orthodoxe vieringen gehouden. De kathedraal herbergt een rijke collectie aan kerkelijke kunst, waaronder een aantal prachtige iconen uit de 17e en 18e eeuw, een magnifieke 18e-eeuws uit hout gesneden iconostase en een schitterend altaar, gevonden tijdens restauratiewerkzaamheden en gedurende de Sovjet-periode zorgvuldig verborgen achter marmeren panelen. Tegenover de kerk staat een standbeeld van Mark Antokolski van Peter de Grote. Tijdens de Sovjet-periode was het standbeeld verwijderd, in 2003 werd het beeld teruggeplaatst.